# Колегіум № 25 (Кременчук)
Кременчу́цький ліцей № 25 "Гуманітарний колегіум" — ліцей № 25, розташований у Кременчуці. Спеціалізований ліцей іноземної та української філології, математичного профілів. Заклад освіти, що забезпечує реалізацію права громадян на здобуття повної загальної середньої освіти

## Директори ліцею
1969-1971 — Швачко Григорій Денисович
1971-1986 — Латишев Олександр Миколайович
1986-2002 — Кішко Володимир Павлович
2003-2005 — Москалик Геннадій Федорович
з 2005 — Москалик Тетяна Олександрівна

## Матеріально-технічна база
У ліцеї функціонують
- майстерня
- лабораторії (фізиці, хімії, біології)
- спортивна зала
- їдальня, розрахована на 200 чоловік
- бібліотека з фондом понад двадцять дві з половиною тисяч примірників